# Гаврилишин Юрій Іванович
Юрій Іванович Гаврилишин (позивний Мілан; нар. 25 лютого 1994, Іллінці) — український військовослужбовець і громадський діяч, начальник рекрутингового центру 1-го корпусу Національної Гвардії України «Азов», засновник курсантсько-офіцерської спільноти «SLON FM», учасник Революції Гідності, доброволець АТО.

## Життєпис
Народився 25 лютого 1994 року в селі Іллінцях Снятинського району Івано-Франківської області в селянській сім'ї. Здобув середню освіту і став здобувати фах фельдшера у медичному коледжі в Коломиї. Згодом в пошуках кращого життя поїхав до Італії в Мілан, де мав навчатися та отримувати посвідку на проживання. Однак з початком Революції Гідності 2014 року повернувся в Україну та взяв участь у Революції Гідності, після чого доєднався до добровольчого батальйону «Азов».
Брав участь у штурмі Мар'їнки, у боях поблизу Іловайська, долучився до оборони Широкиного. Воював під Попасною.
2017-го Юрій Гаврилишин підписав контракт з 10-ю окремою гірсько-штурмовою бригадою. Згодом вступив до Національної академії Сухопутних військ ім. Гетьмана Петра Сагайдачного на спеціальність «Командир підрозділів артилерійської розвідки», згодом був переведений на спеціальність «Морально-психологічного забезпечення».
Під час навчання в НАСВ, в 2020 році створив курсантсько-офіцерську спільноту «SLON FM», метою якої була реформація застарілої системи військової освіти.
З початком повномасштабного вторгнення РФ в Україну був прискорено випущений разом з іншими офіцерами і потрапив по розподіленню в 1129-й зенітно-ракетний полк. Згодом був переведений до 3-ї окремої штурмової бригади, де займав ключові посади по морально-психологічному забезпеченню бригади.
У 2022-му брав участь у контрнаступі на Херсонському напрямку, згодом воював на Бахмутському.
В травні 2023 року Юрій Гаврилишин повернувся на службу до 12-ї бригади спеціального призначення «Азов».
З серпня 2024 — начальник центру комплектування 12-ї бригади спеціального призначення «Азов».  
В грудні 2024 року Юрій Гаврилишин заявив, що у 12-й бригаді спеціального призначення Національної гвардії України «Азов» переважна більшість добровольців до цього підрозділу виявляє бажання служити на бойових посадах на передовій. За його словами йдеться не лише про стрілецькі підрозділи, але й про такі бойові спеціальності як сапери, артилеристи, танкісти тощо. Саме на ці вакансії в грудні 2024-го був найбільший попит. З іншого боку він заявляв, що у бригаді був суттєвий дефіцит кваліфікованих водіїв, особливо з рідкісними категоріями, включно з тими, хто має дозвіл на перевезення небезпечних вантажів. Також бракує спеціалістів для підрозділів, що працюють з БПЛА, зокрема — IT-фахівців, здатних розробляти, адмініструвати та технічно обслуговувати відповідне програмне забезпечення. Окрім бойових і технічних фахівців, бригада тоді потребувала працівників тилових служб — бухгалтерів, діловодів тощо. У випадках, коли рекрутинг не дозволяє укомплектувати такі посади, у «Азові» завжди намагаються зберегти в строю військовослужбовців, які були визнані обмежено придатними до служби за висновками військово-лікарських комісій, переводячи їх на відповідні тилові функції.
З моменту створення 1-го корпусу НГУ «Азов» стає начальником рекрутингового центру корпусу.

## Захист прав курсантів
13 березня 2023 ним опублікована петиція про прирівняння курсантів вищих військових навчальних закладах до військовослужбовців контрактної служби в мирний час та особливий період. Протягом всього 2024 року активно курував це питання.
Внаслідок суспільного резонансу в Україні та підняттям проблематики низького соціального забезпечення курсантів, 7 січня 2025 року Президент України відповів на петицію.
Згодом Кабінет Міністрів України опублікував постанову від 11 квітня 2025 р. № 455 про збільшення військовослужбовцям курсантського складу грошового забезпечення і відповідно соціального захисту.

## Нагороди
- Відзнака Президента України «За оборону України» (2022);
- медаль «За військову службу Україні» (16 жовтня 2024 року).